# Герб Дмитровского муниципального округа
Герб Дмитрова — опознавательно-правовой знак, составленный и употребляемый в соответствии с правилами геральдики, служащий символом города Дмитрова.
Утвержден решением Совета депутатов городского поселения Дмитров №19/10 от 07 февраля 2007 года как герб городского поселения Дмитров; переутвержден Решением Совета депутатов Дмитровского муниципального района от 24 августа 2018 года № 502/61 как герб Дмитровского городского округа; переутвержден Решением Дмитровского городского округа от 27.12.2024 № 480/83 как герб Дмитровского муниципального округа.

## История герба
В XIII веке Дмитровское княжество оказалось в центре противоборства между Тверью и Москвой.
Для того чтобы прекратить междоусобицу, в 1301 году в Дмитрове состоялся княжеский съезд (Даниил Александрович Московский, Иоанн Дмитриевич Переяславский, Андрей Александрович Владимирский и Михаил Ярославич Тверской). Съезд князей не решил всех проблем и, тем не менее, это событие нашло своё отражение в гербе города.

### Герб 1781 года
В 1781 году, после того как Дмитров получил статус уездного города Московской губернии, Высочайшим указом императрицы Екатерины II от 20 (31) декабря 1781 года был утвержден герб города, разработанный герольдмейстером Волковым. Также было дано его описание: «В верхней части щита герб Московский. В нижней четыре Княжеские короны, в горностаевом поле, в память бывшего в оном городе знаменитого четырёх Российских князей, съезда».

### Герб 1883 года
16 (28) марта 1883 года был утверждён другой вариант герба Дмитрова, разработанный Б. Кёне.

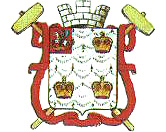
Герб Дмитрова образца 1883 года.

Попав в отечественное герботворчество, Б. Кёне первейшей задачей своей определил переделать их по немецкому шаблону. Национальное своеобразие геральдического опыта России и его право на существование Кёне категорически отрицал.
Реформы Кёне вызвали резкое неприятие в обществе, справедливо видевшем в них уничтожение традиций герботворчества. Против его проектов боролись, и иногда успешно.
Герб получил изменения: «В горностаевом щите четыре золотые княжеские короны, подбитые порфирою. В вольной части герб Московской губернии. Щит увенчан серебряною башенною короною о трех зубцах. За щитом два накрест положенные два золотых молотка, соединенные Александровскою лентою». 4 короны на горностаевом поле заняли весь щит, герб губернии переместился в «вольную часть» — верхний левый угол.
Этот герб просуществовал до 1917 года.

### Восстановление герба
22 января 1991 года Городским Советом народных депутатов восстановлен (утверждён) герб Дмитрова 1781 года.
На основании восстановленного герба города были утверждены символы Дмитровского района Решением Совета депутатов Дмитровского района № 7/3 от 7 февраля 1997 года «Об официальных символах Дмитровского района Московской области».
Были внесены изменения и дополнения Решением № 144/23 от 31 мая 2002 года.
Этот герб не получил положительных отзывов Государственной герольдии, позже преобразованной в Геральдический совет при Президенте Российской Федерации, и не был внесён в государственный геральдический регистр.

### Новый герб. Вариант 1883 г.
Для регистрации герба и внесения в Государственный геральдический регистр пришлось внести изменения. Получился вариант, близкий к гербу 1883 г. Б. Кёне, а не 1781 года герольдмейстера Волкова.
Новый герб утверждён Решением Совета депутатов Дмитровского муниципального района от 19 января 2007 года № 158/22.
Герб получил изменения: «В горностаевом поле четыре (две и две) золотые княжеские короны, подбитые пурпуром».
Герб может воспроизводиться в четырёх равно допустимых версиях.
Вариации без вольной части и с вольной — четырёхугольником, примыкающим к правому верхнему краю щита (смотреть со стороны щита), с воспроизведёнными в нём фигурами герба Московской области.
Вариация без короны и со статусной территориальной короной.

#### Критика
Такие резкие нововведения и замена старого герба не нашли понимания в Дмитрове и Дмитровском районе. Считалось, что старый проверенный герб, отражающий историю и традиции города и края, был заменён на искусственный. Это привело к спорам и выражению протеста в социальных сетях, форумах интернета.
Ныне организациями города используется вариант герба как 1991 г. (1781 г.), так и 2007 г.

## Описание герба
Щит пересеченный. В верхней части — герб Москвы, представляющий собой «изображение на темно-красном геральдическом щите с отношением ширины к высоте 8:9 развернутого вправо от зрителя всадника — Святого Георгия Победоносца в серебряных доспехах и голубой мантии (плаще), на серебряном коне, поражающего золотым копьем чёрного дракона». В нижнем горностаевом поле четыре — 2 и 2 — золотые княжеские короны (символизируют встречу четырёх князей) и изображения хвостов которого стилизованы в форме креста (так в геральдике условно обозначают горностаевый мех).

## Описание символики
Герб Москвы символизирует Великое княжество Московское, частью которого было Дмитровское княжество и Дмитровская земля. В дальнейшем — часть Московской губернии в виде Дмитровского уезда.
Четыре княжеские короны — память бывшего в этом городе знаменитого съезда четырёх князей.
Горностаевый мех — символ власти, благородства и достоинства.
Золото — символ богатства, силы, стабильности, уважения и интеллекта.